# التاريخ العسكري لجنوب إفريقيا
يؤرخ التاريخ العسكري لجنوب أفريقيا فترة زمنية واسعة وأحداث معقدة منذ فجر التاريخ وحتى الوقت الحاضر؛ ويغطي الحروب الأهلية وحروب العدوان وحروب دفاع جنوب أفريقيا عن نفسها أو القتال ضدها. ويشمل تاريخ المعارك التي جرت على أراضي جنوب أفريقيا الحديثة وفي المناطق المجاورة لها في كل من الحروب العالمية والصراعات الدولية الحديثة.

## ما قبل التاريخ
سكن شعب بوشمن الجزء الجنوبي من أفريقيا قبل وصول أي مستوطنين أوروبيين إلى جنوب أفريقيا. فيما يتعلق بالتاريخ العسكري لجنوب أفريقيا، لطالما شنت القبائل الأفريقية الكثير من الحروب ضد بعضها البعض وأقامت تحالفات من أجل البقاء. أدت خلافة مهاجري البانتو الذي يعود أصلهم إلى وسط أفريقيا خلال فترة توسع البانتو في البداية إلى تكوين القبائل المدمجة مثل ماساروا. غزا مهاجرو البانتو الأكثر قوة جزءًا كبيرًا من مناطق بوشمن التقليدية بعد مرور بعض الوقت على خلافتهم.  تشير الأبحاث الأثرية إلى امتلاك كل جيل من أجيال البانتو لأسلحة أفضل من الجيل السابق، ما مكنهم من السيطرة على الأجزاء الشرقية من جنوب أفريقيا، مجبرين قبائل الخويسان على الانتقال إلى مناطق غير مرغوبة من البلاد.
وقعت عدة اشتباكات بحلول منتصف القرن الثامن عشر بين قبائل الخويسان وقبائل البانتو المتقدمة المعروفة باسم قبائل باتلابين وقبائل بارولونغ التي اعتُبرت الأقوى آنذاك. أخذ الغزاة أولئك الذين خسروا المعارك بعد الغزو بمثابة عبيد وأشاروا إليهم باسم بالالا. تسلح المدافعون خلال المعركة بأقواس قوية وسهام مسمومة، واستخدموا أيضًا سلاح أسيغاي وفأس المعركة، وحموا أجسادهم بدرع صغير. لم يمتلك المدافعون أي فرصة تذكر في هزيمة الغزاة في معارك السهل المفتوح، على الرغم من قدرتهم على هزيمتهم في المعارك التي حدثت على جبل ما أو بين الصخور.

## الحروب الخويخوئية الهولندية
جلب وصول المستوطنات الدائمة للأوروبيين -تحت رعاية شركة الهند الشرقية الهولندية- إلى رأس الرجاء الصالح في عام 1652 المستوطنين إلى أراضي السكان المحليين، مثل قبائل خويخوي (التي أطلق عليها الهولنديون اسم هوتينتوتس) وقبائل البوشمين (يُعرفون أيضًا باسم شعب البوشمن)، ويشار إلى هذه القبائل مجتمعة باسم قبائل خويسان. اندلعت الخلافات الخطيرة بين الهولنديين وقبائل الخويخوي حول ملكية الأراضي والماشية، على الرغم من وجود تجارة بينهما. أدى ذلك إلى حصول هجمات وهجمات مضادة من كلا الجانبين عُرفت باسم الحروب الخويخوئية الهولندية التي انتهت بهزيمة قبائل خويخوي في نهاية المطاف. وقعت الحرب الخويخوئية الهولندية الأولى بين عامي 1659 – 1660، في حين حصلت الثانية في الفترة الممتدة بين عامي 1673 و1677.

## الحروب الكوسية
كانت الحروب الكوسية (المعروفة أيضًا باسم حروب كفّير أو حروب حدود كيب) عبارة عن سلسلة من تسعة حروب بين قسم من الكوسيين والمستوطنين الأوروبيين مع حلفائهم من الكوسيين، منذ عام 1779 حتى عام 1879 في ما يُعرف الآن باسم كيب الشرقية في جنوب أفريقيا. تسببت الحروب بخسارة الكوسيين لمعظم أراضيهم، واندماج شعوبهم في الأراضي الخاضعة للسيطرة الأوروبية.

## الحرب الندواندوية الزولوية
كانت الحرب الندواندوية الزولوية التي جرت بين عامي 1817 و1819 عبارة عن حرب بين مملكة الزولو المتوسعة وقبيلة ندواندوي في جنوب أفريقيا. أحدث شاكا زولو ثورة في الطرق التقليدية للقتال من خلال إدخال سلاح أسيغاي، وهو سلاح بعمود قصير ونصل عريض، يُستخدم كسلاح طعن قريب. (في ظل حكم شاكا زولو، عوقب من فقد رمج أسيغاي الخاص به بالموت؛ ولهذا السبب لم يُستعمل هذا السلاح بنفس طريقة استعمال الرمح الذي يُرمى لمسافات بعيدة). نظم شاكا زولو أيضًا المحاربين في وحدات منضبطة تعرف باسم إمبيس وحاربوا في تشكيلات وثيقة متقاربة خلف دروع كبيرة من جلد البقر. في معركة جوكلي هيل في عام 1819، سادت قواته وتكتيكاته على الأعداد المتفوقة لشعب ندواندوي، الذين فشلوا في تدمير الزولو في أول لقاء لهما. 
التقت قبائل الندواندي وقبائل الزولو مرة أخرى في قتال في معركة نهر ملاتوزي في عام 1820. سادت تكتيكات الزولو مرة أخرى، وضغطت على هجوم قبائل الندواندي عندما قُسم جيش الندوادي أثناء عبور نهر ملاتوزي. وصل محاربو الزولو إلى مقر زويدي ملك الندواندي بالقرب من نونغوما الحالية قبل وصول أنباء الهزيمة إليه، واقتربوا من المعسكر وهم يغنون أغاني النصر الخاصة بالندواندويين من أجل كسب حق الدخول. هرب زويدي مع بعض نسله بما في ذلك مادزانغا. تخلى معظم الندواندويين عن أراضيهم وهاجروا شمالًا وشرقًا. كانت هذه بداية ما عُرف باسم مفيكين (التشتيت)، وهي هجرة كارثية ودموية للعديد من القبائل المختلفة في المنطقة، هربًا في البداية من الزولو، لكنهم تسببوا في خسائرهم الخاصة بعد تبنيهم لتكتيكات الزولو في الحرب. كان شاكا هو المنتصر النهائي، ومازال نسله (الذي يُعتبر أكثر سلامًا) يعيشون اليوم في جميع أنحاء زولولاند، مع العادات وطريقة الحياة التي تعود إلى أيام شاكا.

## مفيكين (التشتيت)
مفيكين (أو تشتيت باللغة الزولوية)، المعروف أيضًا باسم ديفاكين أو لايفاكين (باللغة السوتية)، هو تعبير أفريقي يعني شيئًا مثل «الإبادة» أو «التشتيت». يعبر المصطلح عن فترة من الفوضى والاضطراب على نطاق واسع في الجنوب الأفريقي خلال الفترة الممتدة بين عام 1815 ونحو عام 1835.
حصل هذا التشتيت نتيجة بروز شاكا -ملك الزولو والزعيم العسكري الذي غزا شعوب نغوني بين نهري توغيلا وبونغولا في بداية القرن التاسع عشر- وإنشائه لمملكة عسكرية في المنطقة. أدى هذا التشتيت أيضًا إلى تشكيل وتوحيد مجموعات أخرى مثل ماتابيلي ومفينغو وماكولولو، وإنشاء دول مثل ليسوتو الحديثة.

## المعارك بين شعوب الفورتريككير وشعوب الزولو
استطاعت جيوش الزولو التصدي لجيوش الفورتريككير في معركة إيتاليني التي وقعت في ما يُعرف اليوم باسم كوازولو ناتال، جنوب أفريقيا، في أوائل عام 1838، خلال فترة غريت تريك. ظهر تشكيل (إمبي) كبير من الزولو (جيش الزولو) يتكون من نحو 8000 محارب بالقرب من سلسلة جبال بابانانغو في 9 أبريل من عام 1838. عادت كوماندرات الفورتريككير إلى معسكرهم في 12 أبريل. شكل الجنرال البوير بيت أويس مجموعة مداهمة مكونة من خمسة عشر متطوعًا (بما في ذلك ابنه، ديركي أويس). خلال القتال اللاحق، قتل أويس وابنه والإخوة مالان بالإضافة إلى خمسة من المتطوعين الآخرين، واضطر مقاتلو الفورتريككير إلى التراجع. ويُعتقد بأنه –لولا الدروس المستفادة من معركة إيتاليني، مثل القتال من داخل حجرات عربات الثور كلما أمكن ذلك، واختيار مكان المعركة بدلًا من أن ينجروا إلى تضاريس غير مواتية للقتال- لم يكن لينجح مقاتلو الفورتريككير أخيرًا في هزيمة مقاتلي الزولو في معركة نهر الدم بعد ثمانية أشهر. 
وقعت معركة نهر الدم في 16 ديسمبر من عام 1838 على ضفاف نهر الدم في ما يسمى اليوم كوازولو ناتال، جنوب أفريقيا. في أعقاب مذبحة وينين، حيث دافعت مجموعة مكونة من حوالي 470 فورتريككيري بقيادة أندريس بريتوريوس، عن معقل عربات الثور (دائرة من عربات الثور) ضد تشكيلات الزولو (الإمبيز) التي حكمها الملك دينجان وقادها دامبوزا (نزوبو) ونديلا كا سومبيسي، والتي وصل عدد مقاتليها بين 10 و20 ألف. هاجم مقاتلو الزولو مرارًا وتكرارًا معقل العربات واستمروا بالفشل في السيطرة عليه، ولم تنتهي هجماتهم حتى أمر بريتوريوس مجموعة من راكبي الخيول بمغادرة المعسكر ومقاتلة قوات الزولو. أصيب فقط ثلاثة فورتريككيريين ولم يقتل أي منهم، على عكس ما حدث مع مقاتلي الزولو الذين قُتل منهم أكثر من 3000 مقاتل؛ ويرجع ذلك جزئيًا إلى حقيقة استعمال مقاتلي الفورتريككير للبنادق ولمدفع خفيف واحد على الأقل لمواجهة رماح قوات الزولو، بالإضافة إلى الموقع الجيد وحافز مقاتلي الفورتريككير. عزا الفورتريككيريون الفضل في انتصارهم في المعركة إلى الله لأنهم قطعوا مسبقًا عهدًا طالبين فيه من الله الحماية. 